# Cryptocanthon bochilae
Cryptocanthon bochilae är en skalbaggsart som beskrevs av Cook 2002. Cryptocanthon bochilae ingår i släktet Cryptocanthon och familjen bladhorningar. Inga underarter finns listade i Catalogue of Life.